# Bèragarda e Senta Maria
Bèragarda e Senta Maria (francès Bellegarde-Sainte-Marie) és un municipi occità de Gascunya, del departament de l'Alta Garona, a la regió d'Occitània.